# Philipp III. (Baden-Rodemachern)
Philipp III. von Baden-Rodemachern (* 15. August 1567 in Rodemachern; † 6. November 1620 auf der Hochburg) war Markgraf der Markgrafschaft Baden-Rodemachern.

## Leben
Philipp III. war der zweite Sohn von Christoph II. von Baden-Rodemachern und der Cäcilie Wasa.
1592 erschlug Philipp den badischen Amtmann von Rodemachern, Mang Volz. Die zuständigen luxemburgischen Behörden kamen jedoch seinem Gnadengesuch nach.
Nach dem Tode seines Bruders Eduard Fortunat lebte er auf Schloss Ettlingen. 1605 warb Philipp Soldaten an, um die Markgrafschaft Baden-Baden, dem Durlacher Vetter Georg Friedrich abzunehmen. Der Versuch misslang und Georg Friedrich setzte Philipp zunächst in Durlach und dann auf der Hochburg gefangen, wo er 1620 starb, ohne Nachkommen zu hinterlassen. Philipp wurde im Chor der Kirche von Emmendingen beigesetzt.